# Análisis web
El análisis web (en inglés: web analytics, a menudo traducido literalmente como «analítica web») es un conjunto de técnicas relacionadas con el análisis de datos relativos al tráfico en un sitio web con el objetivo de entender su tráfico como punto de partida para optimizar diversos aspectos del mismo.
Los análisis web on-board mide la ruta de sus visitantes una vez que se ingresa a un sitio de internet de propiedad de la persona que realiza el análisis. Esto incluye conversiones; por ejemplo qué páginas de llegada alientan a las personas a hacer una compra. Las mediciones de análisis web on-board comparan indicadores de desempeño clave y lo usan para mejorar un sitio web o la respuesta de la audiencia frente a una campaña de mercadeo.

## Funciones
Entre las funciones principales de la analítica web se cuentan las siguientes:
- Implementación de procesos de medición
- Clickstream
- Experimentación y testing A/B (CRO).
- Análisis de resultados.
- Generación de informe de datos.

## Etapas
La mayoría de los procesos de análisis web se resumen en determinadas etapas esenciales, que son:
1. Recopilación de datos: Esta etapa es la recopilación de los datos mediante implementaciones de código Javascript o logs. Normalmente, estos datos son cuentas de cosas. El objetivo de esta etapa es reunir los datos.
2. Tratamiento de datos en la información: Esta etapa usualmente contabiliza y hace ratios. El objetivo de esta etapa es tomar los datos y conformarlos en información, específicamente métricas.
3. Desarrollo de KPI: Esta etapa se centra en el uso de los ratios (y los recuentos) y la infusión de ellos con las estrategias de negocio, conocido como indicadores clave de rendimiento (key performance indicators, KPI). Muchas veces, los KPI se ocupan de aspectos de conversión, pero no siempre. Depende de la organización.
4. Formulación de la estrategia en línea: Esta etapa se refiere a las metas, objetivos y estándares en línea para la organización o negocio. Estas estrategias suelen estar relacionadas con ganar dinero, ahorrar dinero o aumentar la participación en el mercado.
5. Experimentos y pruebas: Otra función esencial desarrollada por los analistas para la optimización de los sitios web son los experimentos Los test A/B son experimentos controlados con dos o más variantes, en la configuración en línea, como el desarrollador web, el objetivo de las pruebas A/B es identificar los cambios en las páginas web que aumentan o maximizan un resultado estadísticamente probado de interés.Cada etapa afecta o puede impactar (es decir, unidades) en la etapa anterior o posterior. Por lo tanto, a veces los datos que están disponibles para la recopilación impactan la estrategia en línea. Otras veces, la estrategia en línea afecta a los datos recogidos.

### Tasa de rebote (Bounce rate)

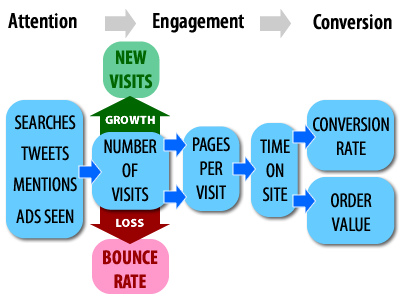
Analítica web